# Neném Prancha
Antonio Franco de Oliveira (Resende, 16 de junho de 1906 — Rio de Janeiro, 17 de janeiro de 1976), mais conhecido como Neném Prancha, foi um roupeiro, massagista, olheiro e técnico de futebol brasileiro. Ganhou a alcunha de O Filósofo do Futebol de Armando Nogueira, por suas frases engraçadas.

## Biografia
Antonio era filho de Zeferino, um biscateiro e D. Julia, uma empregada doméstica. Aos 11 anos, foi tentar a vida na cidade do Rio de Janeiro.
Ganhou o apelido de Nenem Prancha, por causa das mãos, que mediam cada uma 23 centímetros de comprimento, e dos pés (número 44), que sempre calçavam chinelos.
Tornou-se mito do futebol brasileiro devido às suas frases de efeito. Tanto que o escritor Pedro Zamara lançou, em 1975, um livro chamado "Assim Falou Neném Prancha", sobre o pensamento deste ícone da filosofia futebolística.

## Carreira no Futebol
Neném iniciou sua carreira no futebol como jogador, no pequeno time Carioca. Não obtendo sucesso, abriu uma escolinha de futebol para crianças nas areias de Copacabana. Ao mesmo tempo, trabalhava como roupeiro, massagista e olheiro do time do coração, o Botafogo.
Entre os jogadores que descobriu, estão Heleno de Freitas, e o ex-jogador e hoje comentarista Junior.
Por ser especialista no trato com os jogadores, principalmente os mais jovens, foi técnico das divisões de base do botafogo.

## Neném Prancha: O Filósofo do Futebol
Estudiosos garantem que as famosas frases atribuídas ao O Filósofo do Futebol nunca foram ditas por ele. Por ser uma figura muito querida, muitos jornalistas fizeram o possível para colocar Neném na mídia. O grande João Saldanha, por exemplo, criou várias frases sensacionais e as divulgou como se fossem de autoria de Prancha. Por este fato, muita gente chegou a achar que “o tal de Neném” jamais existiu e que era um personagem inventado.
Ao ser perguntado se realmente tinha proferido a mais famosa de suas frases "Penalti é uma coisa tão importante, que quem devia bater é o presidente do clube", Neném explicou: "O que eu falei é que o pênalti é tão fácil que até o presidente pode bater."

### Frases de Neném Prancha
- "Jogador de futebol, tem que ir na bola com a mesma disposição com que vai num prato de comida. Com fome, para estraçalhar."

- "Jogue a bola pra cima, pois enquanto ela estiver no alto não há perigo de gol."

- "O Didi joga bola como quem chupa laranja, com muito carinho".

- "O goleiro deve andar sempre com a bola, mesmo quando vai dormir. Se tiver mulher, dorme abraçado com as duas".

- "Penalti é uma coisa tão importante, que quem devia bater é o presidente do clube".

- "Se concentração ganhasse jogo, o time do presidío não perdia uma partida."

- "O importante é o principal, o resto é secundário."

- "Se macumba resolvesse, o campeonato baiano terminava sempre empatado."

- "Quem pede tem preferência, quem se desloca recebe."

- "Futebol é muito simples: quem tem a bola ataca; quem não tem defende."

- "Jogador bom é que nem sorveteria: tem várias qualidades."

- "Bola tem que ser rasteira, porque o couro vem da vaca e a vaca gosta de grama."

## Morte
Neném morreu no dia 17 de janeiro de 1976, aos 69 anos, vítima de um infarto do miocárdio.